# Situla (Stern)
Situla ist der Name des Sterns Kappa Aquarii (κ Aquarii) im Sternbild Wassermann. Situla gehört der Spektralklasse K2III an und besitzt eine scheinbare Helligkeit von +5,03 mag. Die Entfernung beträgt ca. 234 Lichtjahre.
Situla kann als ekliptiknaher Stern vom Mond und (sehr selten) von Planeten bedeckt werden.